# Vol Caledonian Airways 153
 (juillet 2013).
Si vous disposez d'ouvrages ou d'articles de référence ou si vous connaissez des sites web de qualité traitant du thème abordé ici, merci de compléter l'article en donnant les références utiles à sa vérifiabilité et en les liant à la section « Notes et références ».
Le vol Caledonian Airways 153 est un vol charter reliant Lourenço Marques (aujourd'hui Maputo) à Luxembourg, via Douala et Lisbonne. Le 4 mars 1962, le Douglas DC-7 assurant ce vol s'écrase peu après le décollage de Douala ; les cent-un passagers et les dix membres d'équipage périssent.

## Appareil
L'avion est un Douglas DC-7 fabriqué en 1957 et loué par la compagnie belge Sabena. Il était nommé Star of Robbie Burns et avait effectué 14 000 heures de vol avant l'accident.